# Ice Planet
Ice Planet è un film del 2003 diretto da Winrich Kolbe.
Fu prodotto come un film pilota per quella che avrebbe dovuto essere una serie TV.